# Francisco Cantera Burgos
Francisco Cantera Burgos (Miranda de Ebro, 21 de noviembre de 1901 - Madrid, 19 de enero de 1978) fue un humanista, hebraísta e historiador español, que obtuvo reconocimiento por sus estudios sobre el judaísmo español.

## Biografía
Francisco Cantera se licenció en Derecho en la Universidad de Valladolid, y en Filosofía y Letras en la Universidad Central de Madrid. En 1927 consigue la cátedra de Lengua y Literatura Hebrea en la Universidad de Salamanca, la cual abandona en 1934 para ocupar la misma cátedra en la Universidad Central de Madrid. Su trabajo hizo despertar el letargo al que se tenía sometido a los estudios hebraicos en España. Cofundó el Instituto Arias Montano y de la revista Sefarad, donde escribió multitud de artículos.
En colaboración con J. M. Bover tradujo la Biblia, haciéndose cargo Cantera Burgos de la traducción del Antiguo Testamento. Esta traducción de la Biblia apareció en 1947 y es su obra más conocida.
Francisco Cantera falleció el 19 de enero de 1978, en Madrid. Cumpliendo la voluntad de su testamento, se fundó, al año siguiente, la institución que lleva su nombre en Miranda de Ebro. Es, además, hijo predilecto de su ciudad natal.
Perteneció, entre otras, a las siguientes instituciones:
- Comité Presidencial de la Unión Mundial de Estudios Judíos.
- American Academy for Jewish Research.
- Real Academia de la Historia (España).
- Academia Nacional de Venezuela.
- Academia Panameña de la Historia.
- Instituto Histórico y Geográfico de Uruguay.
- Instituto Histórico y Geográfico de Venezuela.
- Sociedad de Geografía e Historia de Guatemala.
- Academia de la Historia de Bolivia.
- Academia Nacional de la Historia de la República Argentina.
- Instituto Histórico de Chile.
- Caballero Comendador de la Orden del Papa San Silvestre.